# Thalictrum umbricola
Thalictrum umbricola är en ranunkelväxtart som beskrevs av Oskar Eberhard Ulbrich. Thalictrum umbricola ingår i släktet rutor, och familjen ranunkelväxter. Inga underarter finns listade i Catalogue of Life.